# Адміністративний устрій Бобринецького району
Адміністративний устрій Бобринецького району — адміністративно-територіальний поділ Бобринецького району Кіровоградської області на 1 міську раду та 25 сільських рад, які об'єднують 81 населених пунктів та підпорядковані Бобринецькій районній раді.

## Список радБобринецького району
| №  | Назва                           | Центр                | Населені пункти                                                       | Площа км² | Місце за площею | Населення (2001), чол. | Місце за населенням |
| -- | ------------------------------- | -------------------- | --------------------------------------------------------------------- | --------- | --------------- | ---------------------- | ------------------- |
| 1  | Апрелівська сільська рада       | с. Апрелівське       | с. Апрелівське с. Апрелівка с. Розтичеве                              |           |                 |                        |                     |
| 2  | Благодатненська сільська рада   | с. Благодатне        | с. Благодатне с. Грузьке с. Осикувате с. Улянівка                     |           |                 |                        |                     |
| 3  | Бобринецька міська рада         | м. Бобринець         | м. Бобринець с. Дібрівка с. Обланка с. Шляхове                        |           |                 |                        |                     |
| 4  | Бобринківська сільська рада     | с. Бобринка          | с. Бобринка с. Варламівка с. Горіхівка                                |           |                 |                        |                     |
| 5  | Буховецька сільська рада        | с. Буховецьке        | с. Буховецьке с. Маковіївка                                           |           |                 |                        |                     |
| 6  | Василівська сільська рада       | с. Василівка         | с. Василівка с. Береславка с. Никонорівка с. Новогомельське           |           |                 |                        |                     |
| 7  | Верхньоінгульська сільська рада | с. Верхньоінгульське | с. Верхньоінгульське с. Яблучко с. Оленівське с. Степанівка           |           |                 |                        |                     |
| 8  | Веселівська сільська рада       | с. Веселівка         | с. Веселівка с. Крутоярка с-ще Роздолля с. Ударне с. Юр'ївка          |           |                 |                        |                     |
| 9  | Витязівська сільська рада       | с. Витязівка         | с. Витязівка с. Дончине с. Зоряне                                     |           |                 |                        |                     |
| 10 | Златопільська сільська рада     | с. Златопілля        | с. Златопілля с. Піщане с. Полум'яне                                  |           |                 |                        |                     |
| 11 | Кетрисанівська сільська рада    | с. Кетрисанівка      | с. Кетрисанівка                                                       |           |                 |                        |                     |
| 12 | Костомарівська сільська рада    | с. Костомарівка      | с. Костомарівка с. Березівка с. Кохане с. Майське                     |           |                 |                        |                     |
| 13 | Кривоносівська сільська рада    | с. Кривоносове       | с. Кривоносове                                                        |           |                 |                        |                     |
| 14 | Мар'янівська сільська рада      | с. Мар'янівка        | с. Мар'янівка                                                         |           |                 |                        |                     |
| 15 | Миколо-Бабанська сільська рада  | с. Миколо-Бабанка    | с. Миколо-Бабанка с. Проскурівка с. Сорочанове                        |           |                 |                        |                     |
| 16 | Новоградівська сільська рада    | с. Новоградівка      | с. Новоградівка с. Водяно-Михайлівка с. Новосамара с. Пенькове        |           |                 |                        |                     |
| 17 | Новомиколаївська сільська рада  | с. Новомиколаївка    | с. Новомиколаївка с. Степівка с. Чигиринське                          |           |                 |                        |                     |
| 18 | Олексіївська сільська рада      | с. Олексіївка        | с. Олексіївка                                                         |           |                 |                        |                     |
| 19 | Павлогірківська сільська рада   | с. Павлогірківка     | с. Павлогірківка с. Бредихине с. Поляна                               |           |                 |                        |                     |
| 20 | Рощахівська сільська рада       | с. Рощахівка         | с. Рощахівка с. Ганнопіль с. Маріуполь                                |           |                 |                        |                     |
| 21 | Солонцюватська сільська рада    | с. Солонцюватка      | с. Солонцюватка с. Завадівка с. Трудолюбівка                          |           |                 |                        |                     |
| 22 | Сугокліївська сільська рада     | с. Сугокліївка       | с. Сугокліївка с. Борисівка с. Мюдівка с-ще Южне                      |           |                 |                        |                     |
| 23 | Тарасівська сільська рада       | с. Тарасівка         | с. Тарасівка с. Західне с. Іванівка с. Новокиївка с. Червонопілля     |           |                 |                        |                     |
| 24 | Федіївська сільська рада        | с. Федіївка          | с. Федіївка с. Височанове с. Федорівка                                |           |                 |                        |                     |
| 25 | Чарівненська сільська рада      | с. Чарівне           | с. Чарівне с. Вереміївка с-ще Мирне                                   |           |                 |                        |                     |
| 26 | Червонодолинська сільська рада  | с. Червона Долина    | с. Червона Долина с. Великодрюкове с. Коржеве с. Садове с. Богданівка |           |                 |                        |                     |